# ガルドーネ・リヴィエーラ
ガルドーネ・リヴィエーラ（伊: Gardone Riviera）は、イタリア共和国ロンバルディア州ブレシア県にある、人口約2,600人の基礎自治体（コムーネ）。

## 地理

### 位置・広がり
ブレシア県東部、ガルダ湖畔に位置する都市である。ガルダ湖南西端のデゼンツァーノ・デル・ガルダから北へ16km、県都ブレシアから東北東へ28km、ガルダ湖北端のリーヴァ・デル・ガルダから南西へ37km、ヴェローナから西北西へ39km、州都ミラノから東へ108kmの距離にある。

#### 隣接コムーネ
隣接するコムーネは以下の通り。VRはヴェローナ県所属を示す。
- サロ
- トッリ・デル・ベーナコ (VR)
- トスコラーノ＝マデルノ
- ヴォバルノ

### 地震分類
イタリアの地震リスク階級 (it) では、2 に分類される
。

## 名所

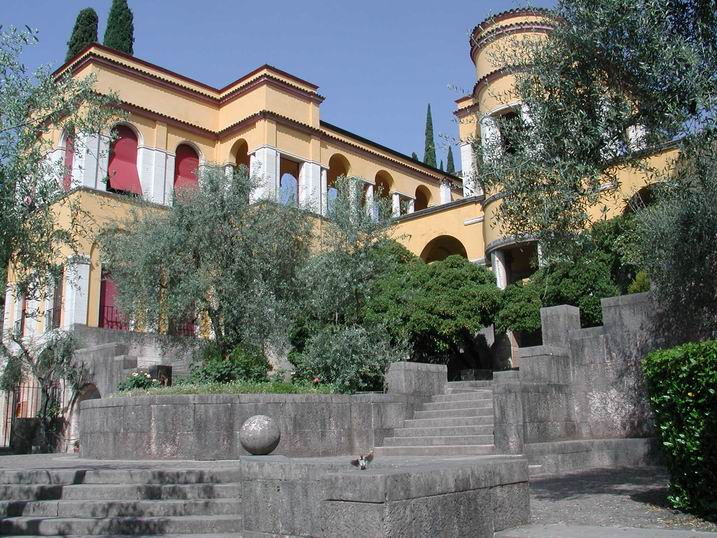
Il Vittoriale degli Italiani

- ガルダ湖
- ヴィットリアーレ（it:Vittoriale degli Italiani） - ガブリエーレ・ダンヌンツィオの博物館。美しい庭園を持つダンヌンツィオの元別荘で、墓所もある。

## 行政

### 分離集落
ガルドーネ・リヴィエーラには、以下の分離集落（フラツィオーネ）がある。
- Fasano, Morgnaga, San Michele, Tresnico

## 姉妹都市
- アルカション、フランス 1980年
- ペスカーラ、イタリア 2010年

## 出身著名人
- ロベルト・ヴィセンティーニ （自転車ロードレース選手）